# KIM HYUN SIK VOL.6
《KIM HYUN SIK VOL.6》는 1990년 32살에 세상을 떠난 대한민국의 싱어송라이터 김현식이 낸 정규 6집이자 마지막 유작 음반이다. 그가 세상을 떠난 직후인 1991년 1월 발매했다. 건강 악화로 그의 목소리는 곳곳에서 찢어지고 갈라지지만, 병마와 싸우며 혼신의 힘을 다한 〈내사랑 내곁에〉는 마지막 선물처럼 우리 곁에 남았다.

## 유작
지나친 술과 담배는 김현식의 건강을 급속히 좀먹었고, 1990년 3월 5집을 발표했을 때 건강은 급속히 악화되었다. 여전히 공연 무대에 서고 새 음반도 녹음에 들어갔지만 1990년 11월 1일 김현식은 서울 동부이촌동 자택에서 간경화로 사망했다. 우리 나이로 서른셋의 나이였다. 
그가 세상을 떠난 지 석 달이 채 못 된 1991년 1월 26일, 미처 녹음을 마치지 못했던 마지막 작품이 지인들의 손을 거쳐 세상에 나왔다. 타이틀곡 〈내사랑 내곁에〉를 수록한 6집으로 김현식의 유작 음반이었다. 서라벌레코드에서 LP, 동아기획에서 CD와 카세트로 동시 발매한 이 음반의 LP 뒷면에는 “그는 가고 노래만 남았다···”로 시작하는 동아기획 김영 대표의 추모 글이 있다.

## 〈내사랑 내곁에〉
서라벌레코드에서 발매한 이 음반에는 총 10곡을 수록했다. 〈내사랑 내곁에〉의 연주 버전을 포함해 3곡은 연주곡이다. 특히 하모니카 연주곡 〈한국사람〉과 〈우리 이제〉가 깊은 여운을 남겼다. 사실 이 2곡은 본작에서 처음 발표된 곡은 아니었다. 
음반은 전체적으로 송홍섭, 최이철, 김종진이 어레인지했으며, 배수연 등 연주자들이 참여해 완성했다. 김현식의 유작이자 대표곡으로 평가받는 〈내사랑 내곁에〉는 오태호가 작사 작곡의 노래다. 오태호의 회고에 따르면, 그가 신촌 블루스에서 기타를 치던 시절 연습실에서 이 노래를 부를 때 김현식이 우연히 듣고 마음에 들어 해서 준 곡이 바로 〈내사랑 내곁에〉였다. 그 이후 까맣게 잊고 지냈던 오태호는 이 음반이 나오고서야 노래가 녹음된 사실을 알았다고 한다. 
녹음 당시 김현식은 병이 깊어져 목소리가 갈라졌다. 이 노래도 여러 차례 불렀지만 처음 가녹음한 것 이상이 나오지 않자 첫 녹음을 음반에 실었다고 한다. 지금 전하는 버전 곳곳에 당시 김현식의 힘겨웠던 숨결이 고스란히 스며 있어 더욱 절절하고 가슴 시린 노래로 대중에게 남았다. 

## 음반 소개말
그는 가고 노래만 남았다.
그러나 그의 음악은 영원히 우리들 가슴속에 남아 언제나 노래할 것이다.
여기에 그가 마지막 순간까지 혼신의 힘으로 최선을 다한 그의 마지막 미완성 앨범이다.
그를 사랑했던 우리의 마음이 영원하기를 바라며 고인의 명복을 빈다.

1990. 12. 31 (주) 동아기획 대표 김영

## 곡 목록
| #  | 제목                                  | 작사·작곡      | 재생 시간 |
| -- | ------------------------------------- | -------------- | --------- |
| 1. | 〈내사랑 내곁에〉                     | 오태호         | 4:24      |
| 2. | 〈나의 하루는〉                       | 김종진         | 3:17      |
| 3. | 〈겨울바다〉                          | 김선욱, 최이철 | 3:47      |
| 4. | 〈한국사람 (김현식 하모니카 연주곡)〉 | 김현식         | 3:02      |
| 5. | 〈사랑했어요〉                        |                | 4:40      |

| #  | 제목                                   | 작사·작곡 | 재생 시간 |
| -- | -------------------------------------- | --------- | --------- |
| 1. | 〈추억만들기〉                         | 김현식    | 3:08      |
| 2. | 〈사랑 사랑 사랑〉                     | 김현식    | 3:12      |
| 3. | 〈내사랑 내곁에 (연주곡)〉             | 오태호    | 4:12      |
| 4. | 〈이별의 종착역〉                      | 손석우    | 4:19      |
| 5. | 〈우리 이제 (김현식 하모니카 연주곡)〉 | 김현식    | 4:01      |